# Biblioteca Nacional Central de Florencia
La Biblioteca Nacional Central de Florencia (en italiano: Biblioteca Nazionale Centrale di Firenze, BNCF) es un biblioteca pública de Florencia y una de las más importantes de Italia y de Europa. Junto con la Biblioteca Nacional Central de Roma desempeña las funciones de biblioteca nacional central. 
La biblioteca fue fundada en 1714 cuando Antonio Magliabecchi, un famoso erudito italiano, legó a la ciudad de Florencia su colección completa de libros, que comprendía aproximadamente 30 000 volúmenes. Desde 1743 se requiere que una copia de cada obra publicada en la Toscana se ceda a la biblioteca. Originalmente conocida como la Magliabechiana, la biblioteca se abrió al público en 1747. Sus fondos se combinaron con los de la Biblioteca Palatina, en 1861, y en 1885, tras la unificación de Italia, la biblioteca fue rebautizada como la Biblioteca Nacional Central de Florencia, o BNCF. Desde 1870, la biblioteca ha recogido ejemplares de todas las publicaciones italianas. La biblioteca tenía como sede varias salas que pertenecían a la Galería de los Uffizi, pero desde 1935, las colecciones están alojadas en un edificio diseñado por César Bazzaniu y Vincenzo Mazzei, situado a lo largo del río Arno.
Lamentablemente, una gran inundación del río Arno en 1966 dañó casi un tercio de los fondos de la biblioteca, en especial, sus publicaciones periódicas y los fondos de las colecciones Magliabechi y Palatino. Aunque se estableció un centro de restauración —al que se atribuye la recuperación de muchos objetos de valor incalculable y, aún queda mucho trabajo por hacer— muchos artículos se perdieron definitivamente.
En 2013, su fondo bibliográfico constaba de 5 948 235 volúmenes impresos, 2 703 899 opúsculos, 24 991 manuscritos, 3716 incunables, 29 123 ediciones del siglo XVI y más de 1 000 000 autógrafos, y tuvo 304 214 obras consultadas en ese mismo año 2013. Las estanterías de los depósitos cubrían, hasta 2013, 135 km lineales, con un incremento anual de más de  1,5 km.

## Historia

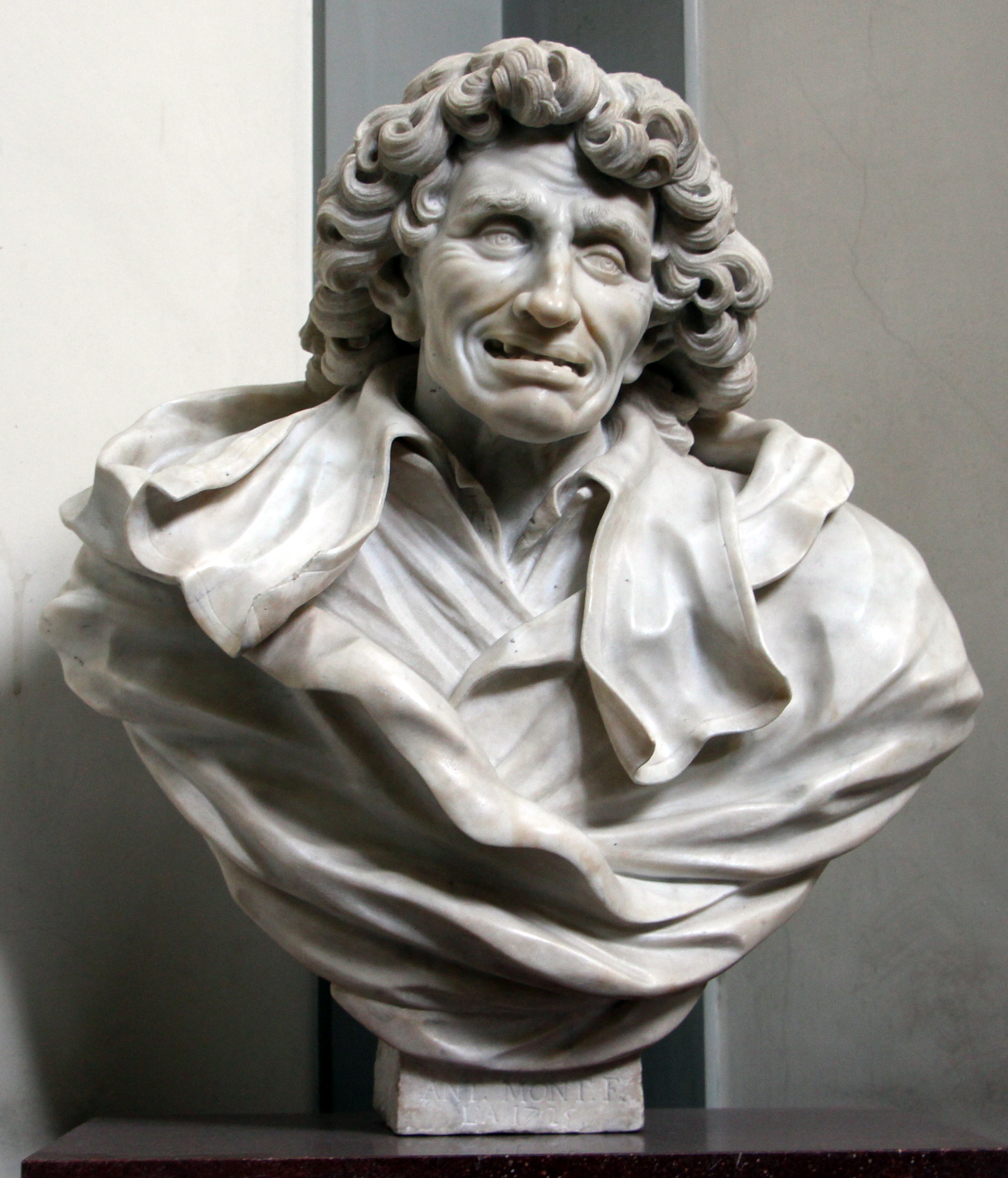
Busto de Antonio Magliabechi

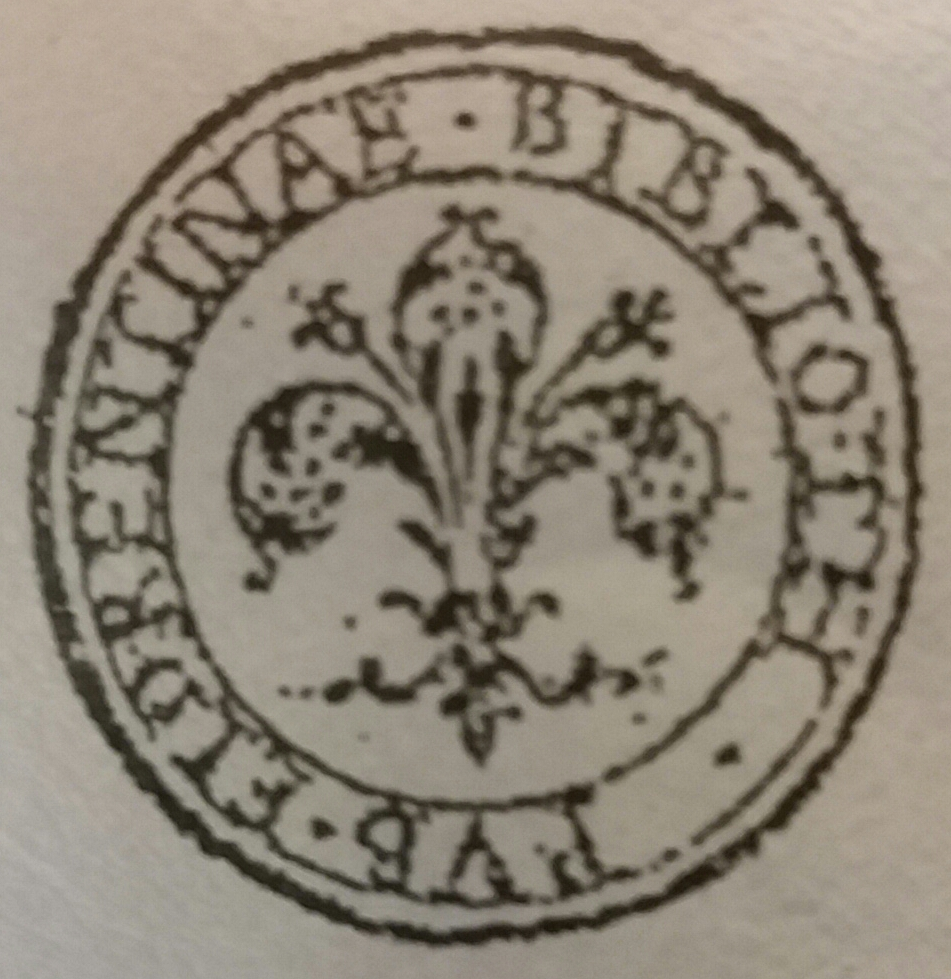
Timbre di possesso dal 1737-1815

El núcleo originario de la biblioteca provino de las colecciones del famoso erudito florentino Antonio Magliabecchi (1633-1714), que constaba de unos 30 000 volúmenes donados en su totalidad, de acuerdo con el legado testamentario de 1714, «a beneficio universale della città di Firenze», y se encuentra en Stanzone della commedia o della Dogana, que en los siglos precedentes habían sido un lugar de representaciones teatrales conocido como Teatrino della Baldracca. Con motu proprio del 25 de diciembre de 1736, Gian Gastone de' Medici ordenó al magistrado supremo que tomara posesión de la biblioteca Magliabechi, que se convirtió, con ese acto, en la primera biblioteca pública florentina, comúnmente llamada Magliabechiana. En el mismo acto confiaba a Antonio Cocchi la tarea de compilar el inventario de la colección de libros que había pertenecido a Magliabechi, a la que se había unido, por disposición testamentaria del propietario, la biblioteca de Anton Francesco Marmi.
Para garantizar el aumento de los libros de la naciente biblioteca, el documento granducal estableció que debía depositarse allí una copia de cada una de las obras impresas en Florencia, una obligación que se extendió en 1743 a todas las impresas en el territorio del Gran Ducado de Toscana. Con un edicto posterior, el Gran Duque donaba a la Biblioteca la sala grande que ocupaba hasta entonces. La primera apertura al público se remonta a 1747, con el nombre de Biblioteca Magliabechiana, después de que se reestructuraron los espacios y se realizó la catalogación y ordenamiento de los libros.
En 1771, el gran duque Pedro Leopoldo I de Toscana dispuso que la  Biblioteca Palatina Mediceo-Lotaringia,  que consistía en las colecciones librescas de los Medici y de los Lorena, se uniera a la Magliabechiana, que en años posteriores se enriqueció con numerosos legados y donaciones. Con el tiempo, se incorporaron las bibliotecas de las órdenes religiosas y gremios que habían sido suprimidas desde la década de 1770 por Pietro Leopoldo hasta las supresiones napoleónicas de 1808.
En 1861, el ministro Francesco De Sanctis organizó la unión de la Magliabechiana con la Biblioteca Palatina que dio vida a la Biblioteca Nacional de Florencia. Desde 1885 la biblioteca asumió el apelativo de  Centrale. Desde 1870 recibió por derecho de imprenta una copia de todo lo publicado en Italia.
Durante los trabajos del XIII Comité para la protección de bienes en caso de conflicto armado, que tuvo lugar en París en la sede de la Unesco los días 6 y 7 de diciembre de 2018, la Biblioteca Central Nacional de Florencia se incluyó en la lista de bienes culturales sometidos a una mayor protección en caso de conflicto armado, prevista en el II Protocolo de 1999 de la Convención de la Unesco de La Haya de 1954. La entrada en la lista implica inmunidad: en caso de conflicto armado: los sitios debidamente marcados con el escudo azul de la convención no puede ser objeto de ataques ni ser utilizada con fines militares.

## La sede

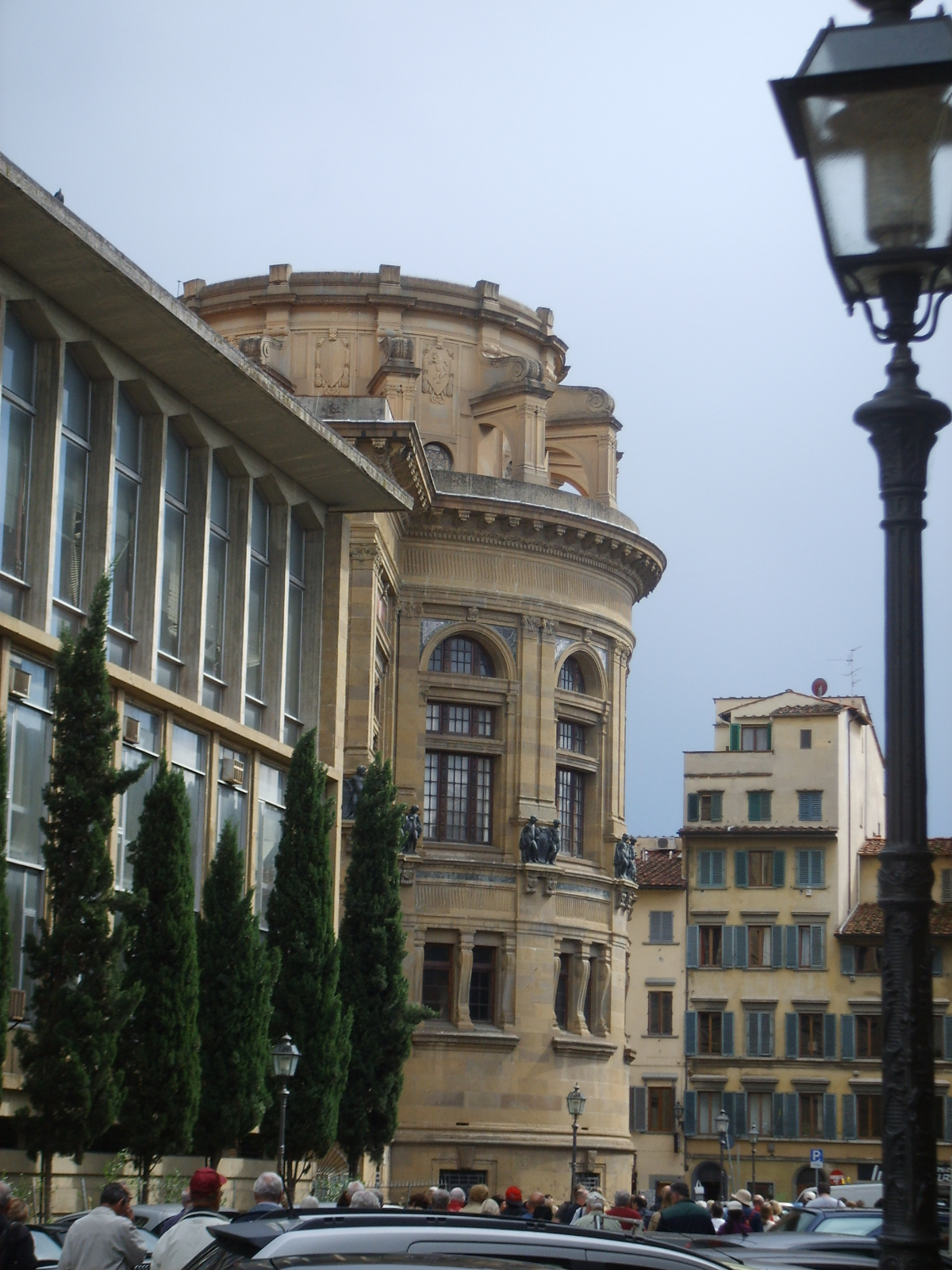
La rotonda

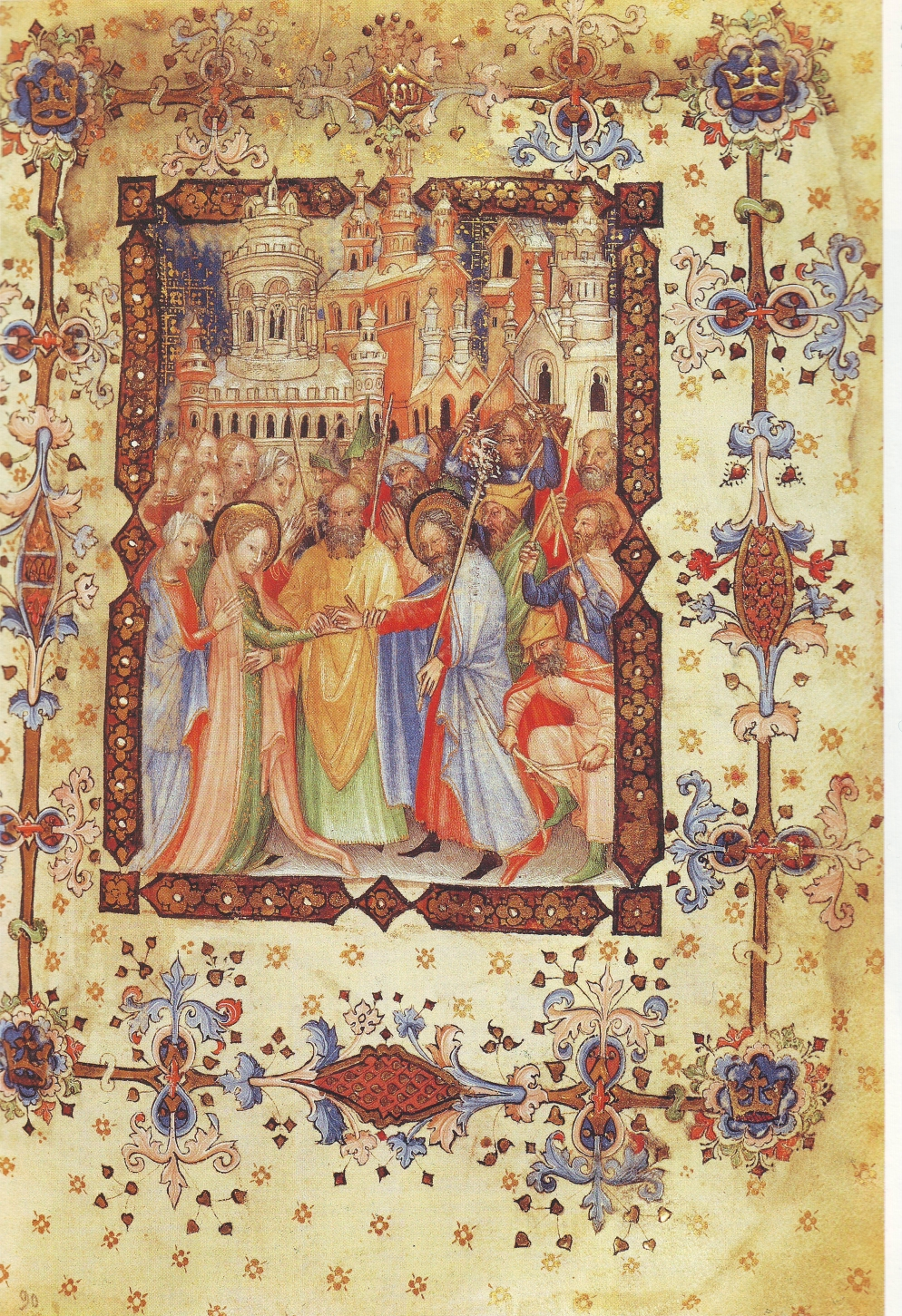
Giovannino de Grassi, Offiziolo di Gian Galeazzo Visconti

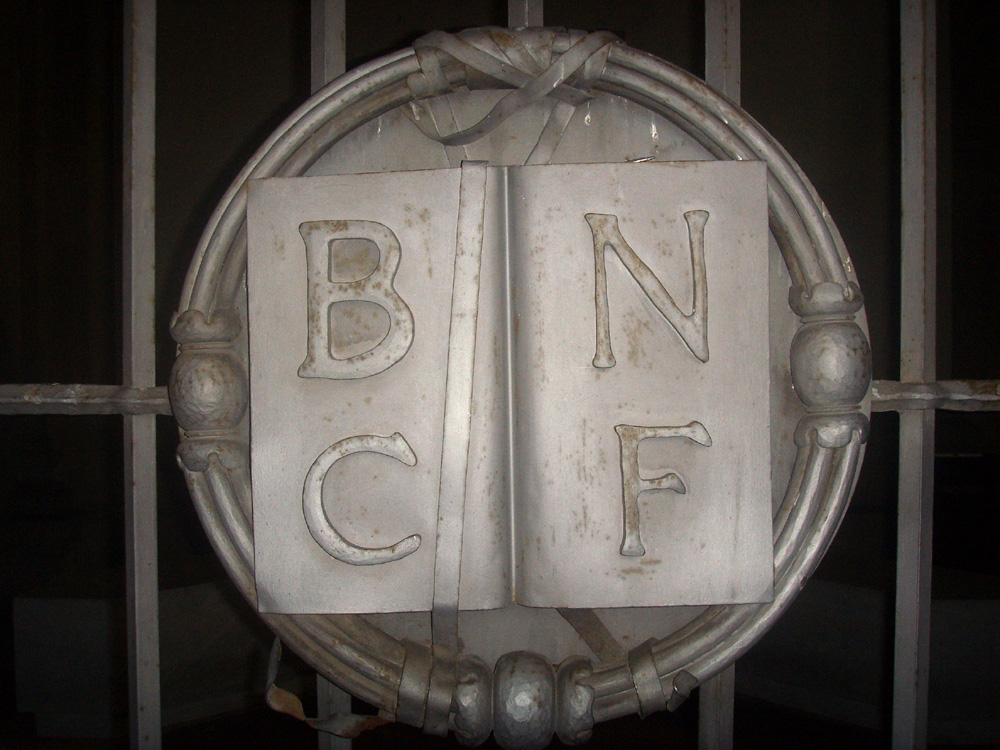
Sigla BNCF en la cancela

Originalmente, la Biblioteca, al igual que todas las oficinas públicas de la administración Gran Ducal, estaba ubicada en las instalaciones del complejo de los Uffizi. Después del  traslado de la capital a Florencia, comenzaron las hipótesis de transferir la biblioteca a espacios adecuados; en 1892, el bibliotecario Desiderio Chilovi y el arquitecto Mansueti presentaron un proyecto para los 2700 m² otorgados por el Estado en un área al lado de la piazza dell'Olio, después otro proyecto que planeaba mudarse a un edificio ubicado entre Via Vacchereccia y Por Santa María. Posteriormente, se planteó la hipótesis de la ubicación del municipio entre Via Pellicceria, Via Porta rossa y Via dei Sassetti. En 1902, una vez que se identificó el área próxima a la iglesia de Santa Croce, se anunció un concurso para su diseño; las obras comenzaron en 1911 según proyecto del arquitecto Cesare Bazzani (1873-1939), más tarde ampliado por el arquitecto Vincenzo Mazzei y finalizaron en 1935. La construcción del complejo, uno de los raros ejemplos de edificación bibliotecaria, empleó las energías de la ciudad durante los primeros treinta años del siglo XX, desde 1911, con la interrupción debida a la Primera Guerra Mundial. El sitio elegido para la construcción era un área de 10 000 m², ocupada en ese momento por los cuarteles de Cavalleggeri e incluido entre el complejo de Santa Croce, el río Arno y limitado al sur por el corso dei Tintori, una dislocación que resultara ser lamentablemente incorrecta con motivo de la inundación de Florencia del 4 de noviembre de 1966. La primera parte que se completó (1929) fue la de Tribuna dantesca e galileiana, dispuesta en una esquina, por lo tanto una parte más monumental que funcional, mientras que las salas de lectura se ubicaron temporalmente en la biblioteca del antiguo convento de la Santa Croce.
El complejo se inauguró el 30 de octubre de 1935, pero desde la inauguración del edificio se observaron algunas carencias funcionales, como oficinas para el personal o una sede para la sección de raros e incunables, también debido a la falta de realización de un segundo cuerpo, previsto en el proyecto de Bazzani. Esta parte no fue construida hasta 1962, según un diseño del arquitecto Mazzei, soldando el ala oeste del edificio con el complejo del claustro de la Santa Croce. Otras partes del proyecto original nunca se realizaron, debido a las críticas de la arquitectura y también a razones económicas, como la amplia plaza frente a la fachada y frente al Arno, para la cual se esculpieron las dos estatuas de  Dante y de  Galileo que hoy están incrustadas en las dos torretas en la parte superior de la fachada; además, se eliminó un ático en la fachada y tres de las seis tiendas planificadas; el ala noroeste debería haber tenido una fachada similar a la del Arno, pero nunca fue construida. El edificio monumental, de estilo ecléctico con alguna mención de Liberty, fue muy criticado, especialmente por la fachada con las torretas que, como los polémicos campanarios de San Pedro de Bernini, fueron apodados «las orejas del arquitecto».
Los espacios interiores se organizan a lo largo de dos ejes que se intersecan en la gran sala de distribución monumental: el paralelo al río, con las oficinas, las salas de revistas y periódicos y las salas de lectura, salas de distribución y catálogos; y el del porche de pórtico de ingreso por la parte trasera donde están las estanterías. La disposición fuertemente clasista presenta numerosos arcos y columnas y una escalera monumental. La sala de lectura, de planta rectangular, se caracteriza por las arcadas soportadas por columnas con capiteles jónicos.

## Inundación del 4 de noviembre de 1966

Los manuscritos de la Biblioteca Nacional se lavan y secan en la sala de calderas de la estación de tren de Florencia, después de la inundación de noviembre de 1966.

Con la inundación de Florencia de 1966, la biblioteca se convirtió en el triste símbolo en el mundo, junto con el Crucifijo de Cimabue del cercano convento de Santa Croce, del daño irreparable infligido al patrimonio cultural de la ciudad por la catástrofe natural.
Debido a su proximidad al río, el interior del edificio se inundó completamente hasta una altura de seis metros; en particular quedaron sumergidos los depósitos subterráneos. Los gravísimos daños, en particular a toda la hemeroteca, a la preciosa colección de Miscelánea, al fondo  Magliabechiano, al fondo Palatino y a muchas otras colecciones, así como a todos los catálogos de tarjetas y volúmenes, al aparato bibliográfico de las salas de lectura y al mobiliario, fueron en parte limitados por la ayuda oportuna de los llamados Angeli del Fango, un ejército de voluntarios procedentes de todo el mundo que trabajaron incansablemente, en el frío de noviembre y en condiciones precarias sin electricidad, para salvar lo que pudiera salvarse, recuperando los libros y colocándolos temporalmente a buen recaudo esperando una posible restauración. El director de BNCF de esa época,  Emanuele Casamassima, liquidó al presidente de la República, Giuseppe Saragat, quien llegó a visitar los lugares del desastre, con la frase lacónica «Presidente, ci lasci lavorare».
Una parte significativa de los fondos dañados fue así recuperada por el centro de restauración establecido para la ocasión, pero una parte sustancial del patrimonio libresco fue definitivamente destruida.
En el pórtico de entrada hay una placa dictada por Bruno Migliorini  en 1967 para recordar a los Angeli del fango, los voluntarios que trabajaron para salvar la herencia florentina después de la inundación:
| IN QVESTA BIBLIOTECA E ALTROVE IN FIRENZE DOVE L'ALLVVIONE DEL NOVEMBRE 1966 PIV̀ AVEVA IMPERVERSATO NVMEROSI GIOVANI ITALIANI E STRANIERI TRA L'ACQVA E IL FANGO CON GENEROSA ABNEGAZIONE RECARONO AIVTO |  | EN ESTA BIBLIOTECA Y EN OTROS LUGARES DE FLORENCIA DONDE LA INUNDACIÓN DE NOVIEMBRE DE 1966 TAMBIEN HABÍA LLEGADO NUMEROSOS JÓVENES ITALIANOS Y EXTRANJEROS ENTRE AGUA Y FANGO CON GENEROSA ABNEGACIÓN PRESTARON AYUDA |

En noviembre de 2006, se programaron varias celebraciones por los cuarenta años de la labor de ayuda de los Ángeles de barro durante la inundación de Florencia.

## Joyas bibliográficas
- El manuscrito Sidereus Nuncius, de Galileo.[13]

## Servicios bibliográficos

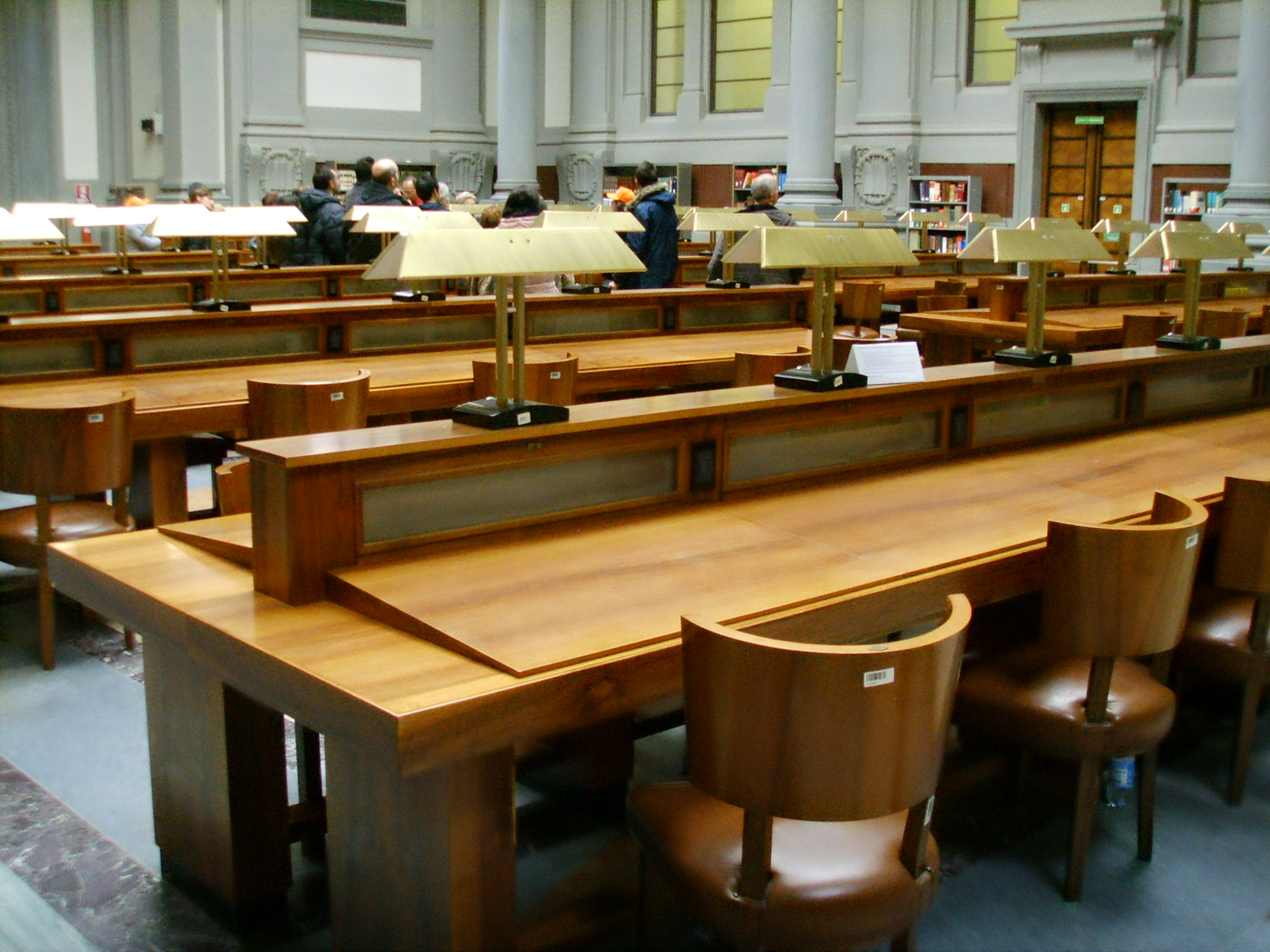
La sala de lectura con los muebles de la década de 1930 reproducidos porque fueron destruidos por la inundación

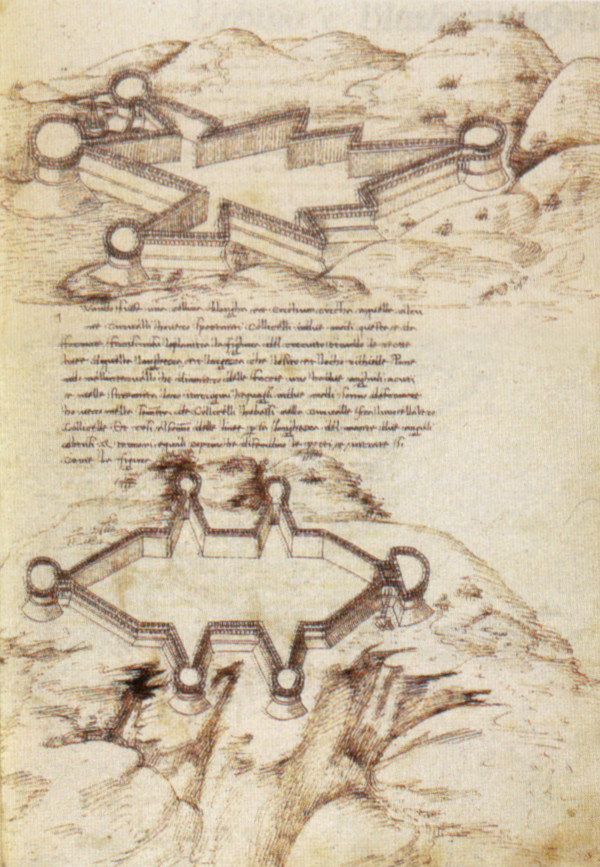
Francesco di Giorgio Martini, Trattato sull'Architettura

Con el Reglamento  orgánico de 1885, la Biblioteca Central Nacional de Florencia recibió la tarea de documentar la producción editorial nacional. Así nació en 1886 el "Bollettino delle pubblicazioni italiane ricevute per diritto di stampa"' [Boletín de publicaciones italianas recibidas por derecho de imprenta], que luego se convirtió  a partir de 1958 en  Bibliografia nazionale italiana. En 1957 se publicó el Catalogo cumulativo,  un repertorio que contenía todas las referencias bibliográficas recogidas en los años del Boletín.
La BNCF fue un sitio piloto en la creación del Servicio Nacional de Bibliotecas destinado a la automatización de los servicios bibliotecarios y a la construcción de un índice nacional de las colecciones de libros en poder de las bibliotecas italianas. En la sala de investigación, los catálogos en papel han sido reemplazados durante aproximadamente una década por computadora, con los catálogos completamente disponibles en Internet.

## Digitalización
La Biblioteca ha sido un importante punto de referencia para el proceso de automatización de las bibliotecas italianas. En la década de 1960, Diego Maltese comenzó a experimentar con la transferencia de las tarjetas del Bollettino delle pubblicazioni italiane recibidas por el derecho a imprenta de BNCF en cintas para producir los 41 volúmenes del Catálogo acumulativo (CUNI). A partir de esa experiencia, y conjuntamente con el Instituto Europeo de Fiesole, nació el grupo que, con el ICCU  liderado por Angela Vinay, diseña el Servizio bibliotecario nazionale (SBN).

### Directores
- 1861-1862: Atto Vannucci
- 1862-1870:Giuseppe Canestrini
- 1871-1877: Luigi Passerini Orsini de Rilli
- 1877-1885: Torello Sacconi
- 1885-1905: Desiderio Chilovi
- 1905-1923: Salomone Morpurgo
- 1923-1924: Paolo Bersotti  (regente)
- 1924-1933: Angelo Bruschi
- 1933-1936: Domenico Fava
- 1936-1937: Anita Mondolfo
- 1937-1944: Antonio Boselli (in aspettativa dal 1941)
- 1941-1945: Anna Saitta Revignas (regente)
- 1945-1953: Anita Mondolfo
- 1953-1956: Irma Merolle Tondi
- 1956-1964: Alberto Giraldi
- 1964-1965: Benvenuto Righini
- 1965-1970: Emanuele Casamassima
- 1970-1973: Anna Maria Giorgetti Vichi
- 1973: Pietro Puliatti (abril-junio)
- 1973-1976: Maria Luisa Garroni
- 1976-1979: Diego Maltese
- 1980-1988: Anna Lenzuni
- 1988-1995: Carla Guiducci Bonanni
- 1995-1996: Gloria Cerbai (regente)
- 1996-2010: Antonia Ida Fontana
- 2010-2015: Maria Letizia Sebastiani
- 2015-: Luca Bellingeri[16]

## Exposición
En 1995, la exposición «Cinema to grafica» reunió carteles, revistas, programas de reseñas de películas, noticias sobre cine, boletines y el resto del material cinematográfico conservado en la Biblioteca Central Nacional de Florencia.

## Galería de imágenes

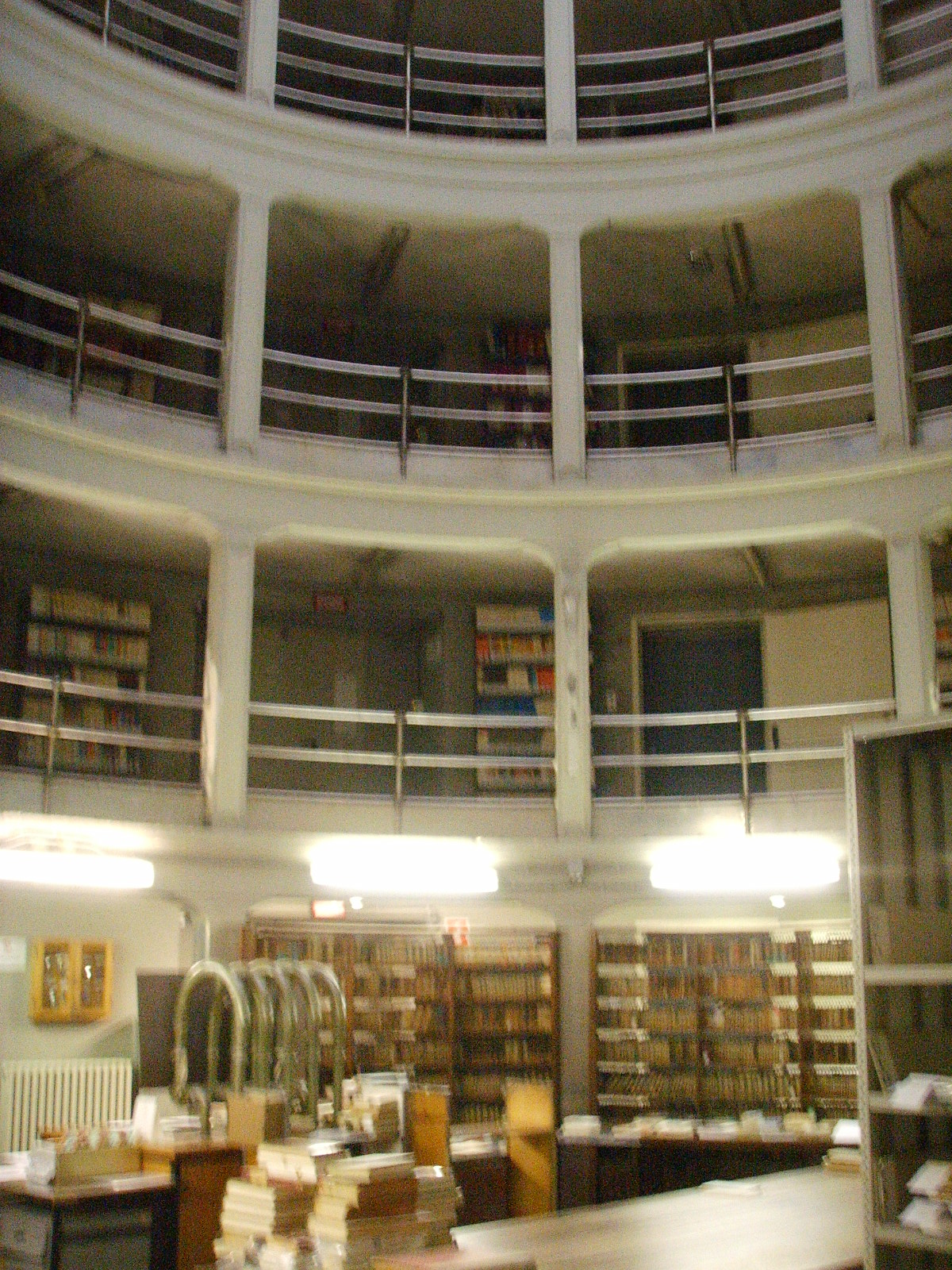
La galería de distribución
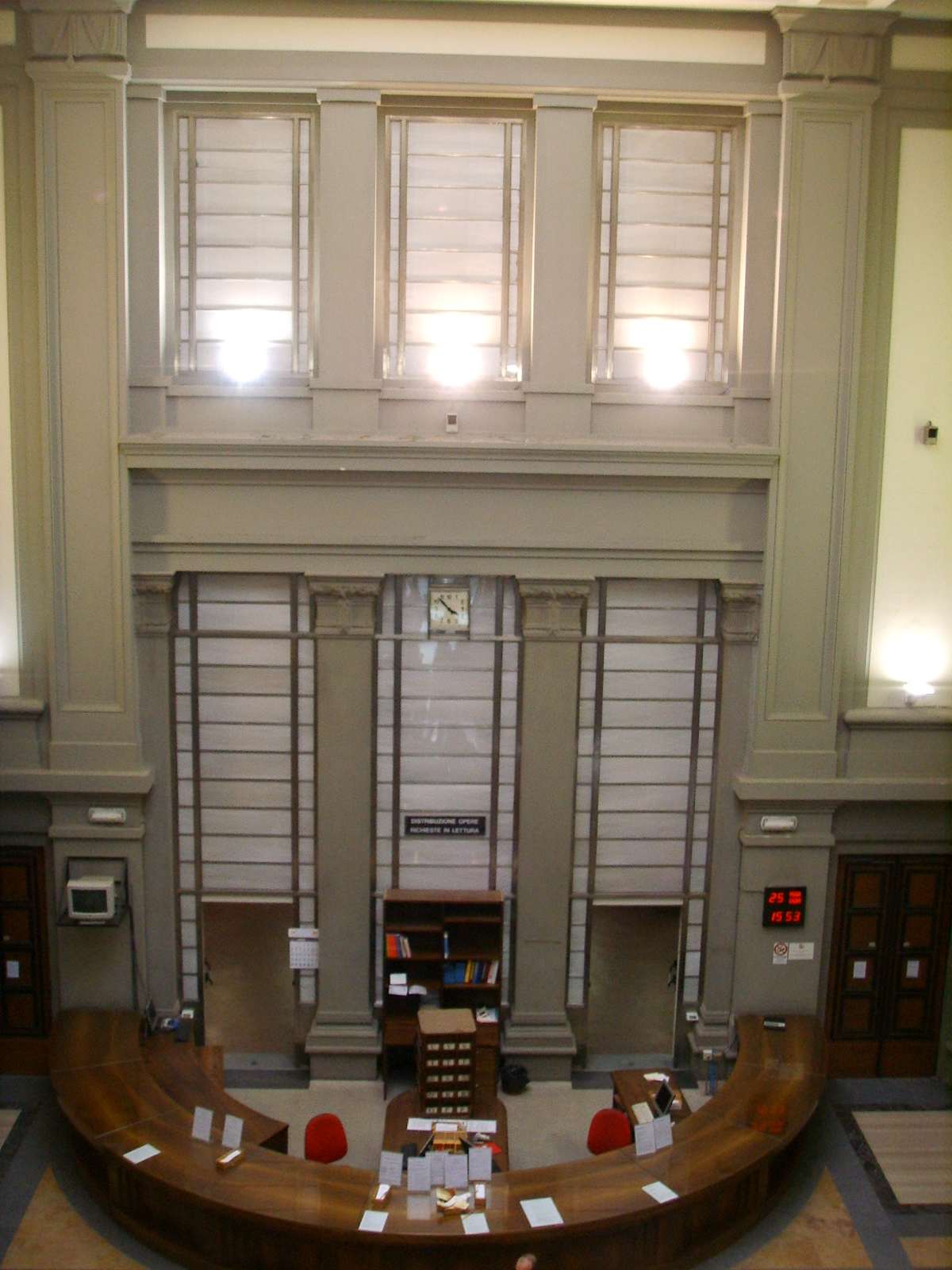
La sala de préstamos
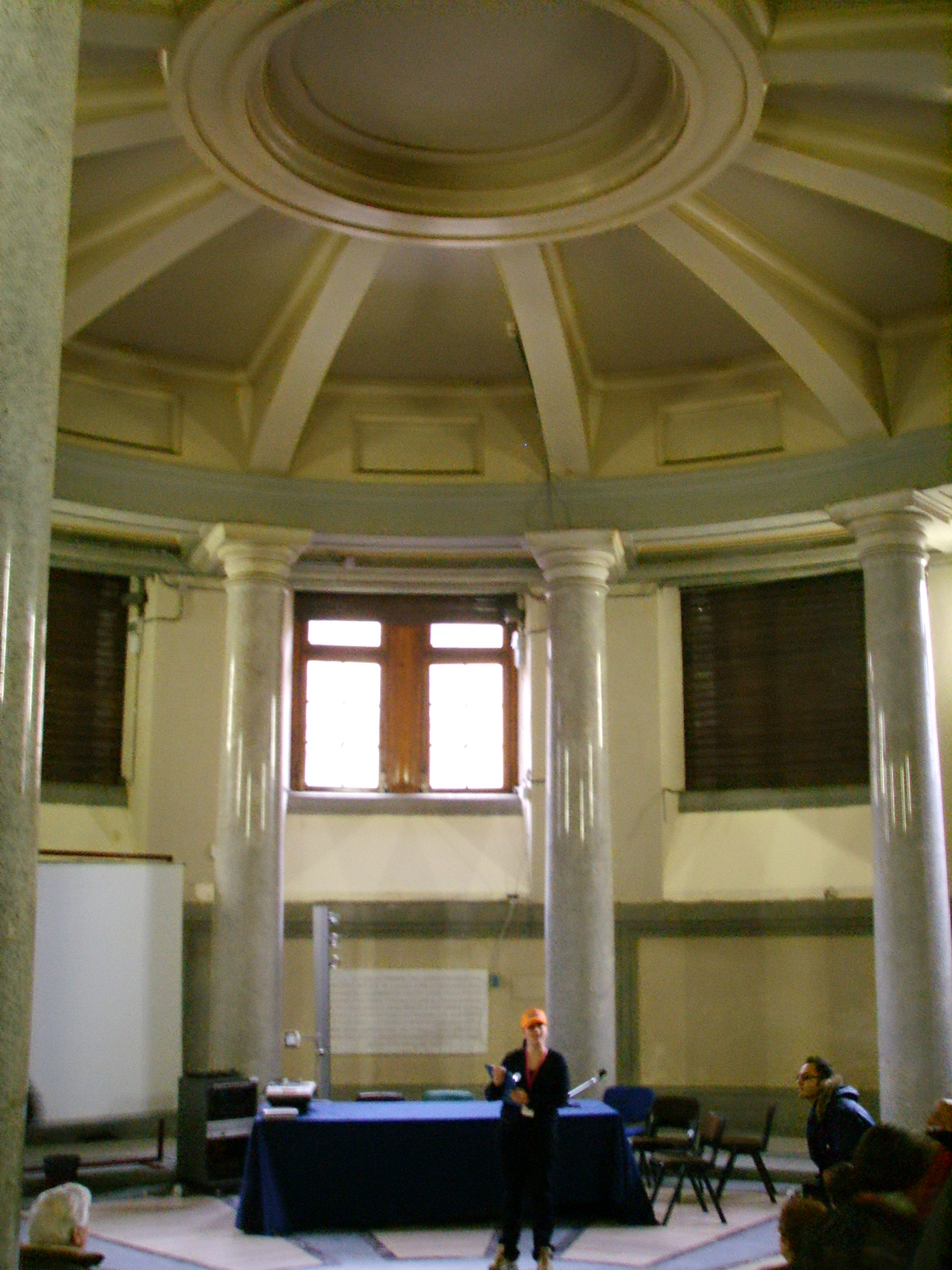
La rotonda
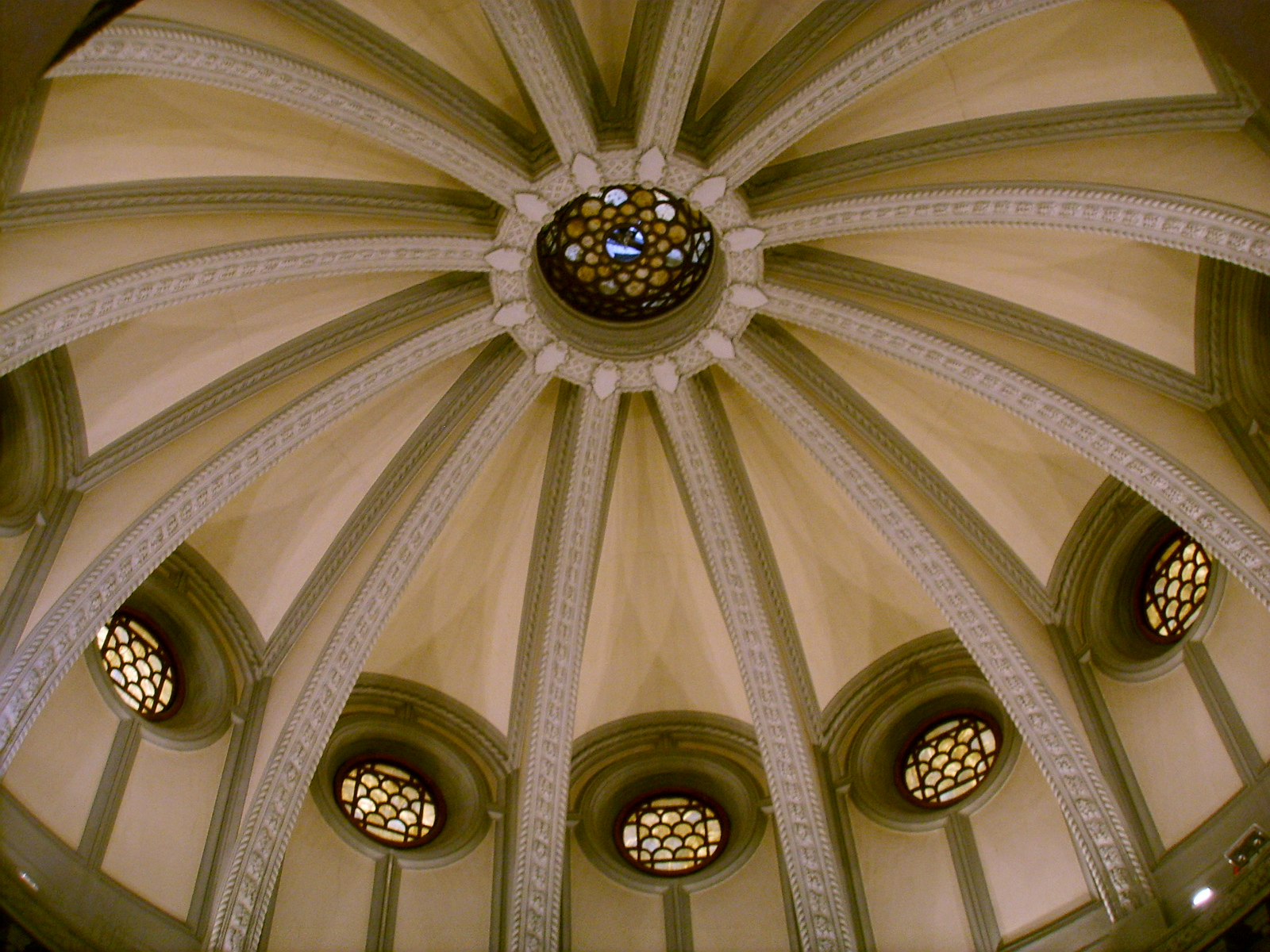
La cúpula de la Tribuna
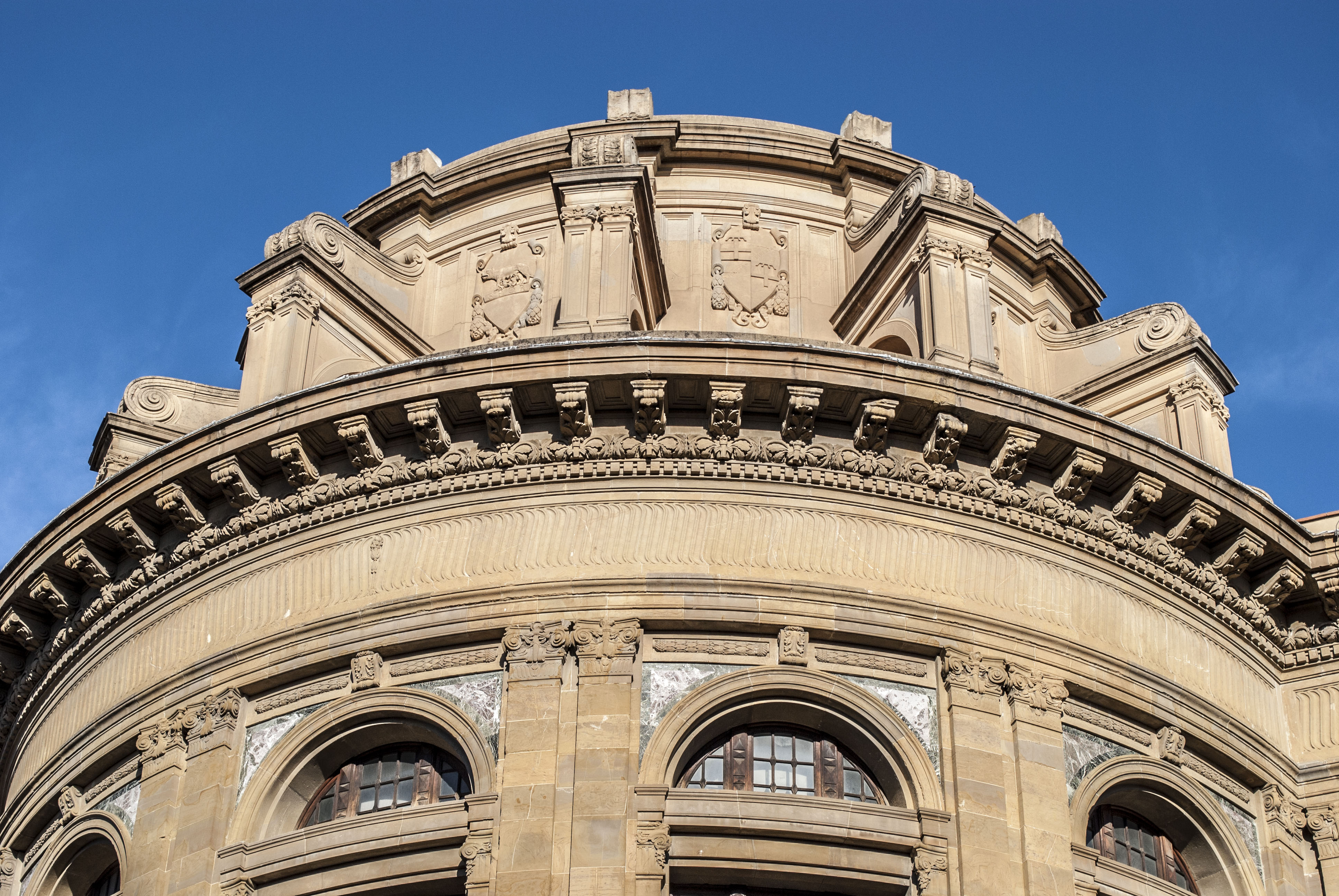
Exterior de la rotonda